# Grevillea whiteana
Grevillea whiteana är en tvåhjärtbladig växtart som beskrevs av Mcgill.. Grevillea whiteana ingår i släktet Grevillea och familjen Proteaceae. Inga underarter finns listade i Catalogue of Life.